# Elecciones federales de México de 2021 en Guerrero
Las elecciones federales de México de 2021 en Guerrero se llevaron a cabo el domingo 6 de junio de 2021, y en ellas se renovaron los siguientes cargos de elección popular:
- 9 diputados federales. Miembros de la cámara baja del Congreso de la Unión. Nueve elegidos por mayoría simple. Todos ellos electos para un periodo de tres años a partir del 1 de agosto de 2021 con la posibilidad de reelección por hasta tres periodos adicionales.

## Resultados electorales

### Diputados federales por Guerrero

#### Diputados Electos
| Distrito | Candidato                  | Partido | Tipo de elección |
| -------- | -------------------------- | ------- | ---------------- |
| 1        | Reynel Rodríguez Muñoz     |         | Mayoría relativa |
| 2        | Araceli Ocampo Manzanares  |         | Mayoría relativa |
| 3        | Luis Edgardo Palacios Díaz |         | Mayoría relativa |
| 4        | Pablo Amílcar Sandoval     |         | Mayoría relativa |
| 5        | Victoriano Wences Real     |         | Mayoría relativa |
| 6        | Fabiola Rafael Dircio      |         | Mayoría relativa |
| 7        | Carlos Sánchez Barrios     |         | Mayoría relativa |
| 8        | Eunice Monzón García       |         | Mayoría relativa |
| 9        | Rosario Merlín García      |         | Mayoría relativa |

#### Resultados
|  | 39.41 % |

|  | 25.16 % |

|  | 13.23 % |

|  | 4.08 % |

|  | 3.58 % |

|  | 3.20 % |

|  | 2.93 % |

|  | 1.87 % |

|  | 1.47 % |

|  | 1.08 % |

|  | 3.68 % |

|  | 0.31 % |

|  | 100 % |

|  | 57.83 % |

## Resultados por distrito electoral

### Distrito 1. Cd. Altamirano
|  | 49.70 % |

|  | 42.10 % |

|  | 3.29 % |

|  | 0.73 % |

|  | 0.58 % |

|  | 0.55 % |

|  | 3.04 % |

|  | 0.01 % |

|  | 100 % |

### Distrito 2. Iguala
|  | 32.09 % |

|  | 22.26 % |

|  | 12.81 % |

|  | 9.77 % |

|  | 5.32 % |

|  | 4.28 % |

|  | 3.55 % |

|  | 2.38 % |

|  | 1.82 % |

|  | 1.79 % |

|  | 4.07 % |

|  | 0.03 % |

|  | 100 % |

### Distrito 3. Zihuatanejo
|  | 49.01 % |

|  | 41.73 % |

|  | 2.69 % |

|  | 1.74 % |

|  | 0.66 % |

|  | 1.25 % |

|  | 2.89 % |

|  | 0.02 % |

|  | 100 % |

### Distrito 4. Acapulco
|  | 53.80 % |

|  | 29.46 % |

|  | 6.18 % |

|  | 2.05 % |

|  | 1.65 % |

|  | 1.50 % |

|  | 1.06 % |

|  | 0.91 % |

|  | 3.33 % |

|  | 0.06 % |

|  | 100 % |

### Distrito 5. Tlapa
|  | 51.49 % |

|  | 31.99 % |

|  | 5.14 % |

|  | 2.91 % |

|  | 1.01 % |

|  | 0.69 % |

|  | 4.49 % |

|  | 2.28 % |

|  | 100 % |

### Distrito 6. Chilapa
|  | 56.90 % |

|  | 33.87 % |

|  | 2.14 % |

|  | 1.28 % |

|  | 1.21 % |

|  | 0.46 % |

|  | 4.09 % |

|  | 0.05 % |

|  | 100 % |

### Distrito 7. Chilpancingo
|  | 49.53 % |

|  | 42.19 % |

|  | 1.59 % |

|  | 1.21 % |

|  | 1.11 % |

|  | 1.07 % |

|  | 3.24 % |

|  | 0.06 % |

|  | 100 % |

### Distrito 8. Ayutla de los Libres
|  | 51.27 % |

|  | 38.30 % |

|  | 2.43 % |

|  | 1.69 % |

|  | 1.18 % |

|  | 0.81 % |

|  | 4.31 % |

|  | 0.01 % |

|  | 100 % |

### Distrito 9. Acapulco
|  | 48.41 % |

|  | 38.15 % |

|  | 2.26 % |

|  | 1.87 % |

|  | 1.86 % |

|  | 1.55 % |

|  | 1.39 % |

|  | 1.04 % |

|  | 3.46 % |

|  | 0.03 % |

|  | 100 % |